# Pachyschistochila exalata
Pachyschistochila exalata är en bladmossart som först beskrevs av Theodor Carl Karl Julius Herzog, och fick sitt nu gällande namn av R.M.Schust. et J.J.Engel. Pachyschistochila exalata ingår i släktet Pachyschistochila och familjen Schistochilaceae. Inga underarter finns listade i Catalogue of Life.